# 혼다 다다토시 (1635년)
혼다 다다토시(일본어: 本多忠利)는 에도 시대 전기에서 중기의 다이묘이다. 무쓰 이시카와번주, 미카와 고로모번의 초대 번주를 지냈다.
도쿠가와 사천왕의 한 사람인 센고쿠 무장 혼다 다다카쓰의 증손이다.

## 생애
간에이 12년(1635년), 혼다 다다카쓰의 손자인 혼다 다다요시의 차남으로 태어났다. 간분 2년(1662년) 11월 25일에 은거한 아버지 다다요시의 뒤를 이어 제2대 시라카와번주에 취임한 형 혼다 다다히라로부터 무쓰 국 이시카와군의 1만 석 영지를 분할받고 이시카와 번을 세웠다.
간분 11년(1671년) 음력 4월 25일, 소자반 겸 지샤부교에 임명되었고, 엔포 4년(1676년) 음력 12월 25일에 사임하였다. 덴나 원년(1681년) 음력 9월 15일에 미카와국 고로모번으로 이봉되었다.
다다토시에게는 후사를 이을 친아들이 없었던 관계로, 이시카와 번주 시절부터 간분 2년(1662년)생의 여섯째 동생인 혼다 다다요리를 양자로 두고 있었다. 하지만 다다요리는 겐로쿠 3년(1690년) 음력 11월 23일에 29세의 젊은 나이로 사망하였다.
이에 겐로쿠 5년(1692년), 사위로 조후번주 모리 쓰나모토의 둘째 아들인 모리 마사히데(毛利匡英)를 양자로 삼아 혼다 다다쓰구라 이름하였고, 겐로쿠 13년(1700년) 음력 5월 8일에 66세로 사망하자 다다쓰구가 그 뒤를 이었다.
| 전임 막부령(미야케 야스카쓰) | 제1대 고로모번 번주 (혼다가) 1681년 ~ 1700년 | 후임 혼다 다다쓰구 |